# A Seara (Villar de Barrio)
A Seara es una aldea situada en la parroquia de Padreda, del municipio de español de Villar de Barrio, en la provincia de Orense, Galicia.

## Demografía
| Gráfica de evolución demográfica de A Seara entre 2000 y 2023 |
|                                                               |
| Datos según el nomenclátor publicado por el INE.              |